# Magatzems Costa
Magatzems Costa és una obra de Tàrrega (Urgell) protegida com a Bé Cultural d'Interès Local.

## Descripció
Situada al centre urbà de Tàrrega, fent cantonada entre el carrer del Carme i el carrer Sant Antoni Maria Claret, en una zona adaptada a vianants amb alta presència de comerç local. L'edifici és de planta rectangular amb quatre nivells i coberta composta. El parament és a base de bandes horitzontals que s'alcen des de damunt del sòcol fins a arribar a la cornisa motllurada que corona la façana. A la planta baixa una obertura de secció rectangular delimita l'espai comercial. Al primer i segon pis, s'hi obren dues tribunes formades per les mateixes característiques: cos semicircular que s'estructura amb tres finestres d'arc pla separades per pilastres. Al darrer pis, seguint la forma de la tribuna, s'hi obre un balcó del qual destaca la balustrada de pedra decorada amb motius lineals.

## Història
Als baixos de l'edifici hi havia els "Magatzems Costa", dedicats a roba de la llar. El comerç que fou fundat l'any 1888, fou tancat i finalment substituït a principis del segle XXI per una perfumeria.